# John ’Oke Afareha
John ’Oke Afareha (* 10. März 1947 in Oleh) ist ein nigerianischer Geistlicher und emeritierter römisch-katholischer Bischof von Warri.

## Leben
John ’Oke Afareha empfing am 30. Dezember 1973 das Sakrament der Priesterweihe für das Bistum Warri.
Am 3. März 1997 ernannte ihn Papst Johannes Paul II. zum Titularbischof von Mina und bestellte ihn zum Weihbischof in Warri. Der Präfekt der Kongregation für die Evangelisierung der Völker, Jozef Kardinal Tomko, spendete ihm am 14. Mai desselben Jahres die Bischofsweihe; Mitkonsekratoren waren der Erzbischof von Onitsha, Albert Kanene Obiefuna, und der Erzbischof von Benin City, Patrick Ebosele Ekpu. Am 29. März 2010 ernannte ihn Papst Benedikt XVI. zum Bischof von Warri. Die Amtseinführung erfolgte am darauffolgenden Tag.
Papst Franziskus nahm am 18. April 2022 das von John ’Oke Afareha aus Altersgründen vorgebrachte Rücktrittsgesuch an.